# Saxifraga przewalskii
Saxifraga przewalskii är en stenbräckeväxtart som beskrevs av Adolf Engler och Carl Maximowicz. Saxifraga przewalskii ingår i Bräckesläktet som ingår i familjen stenbräckeväxter. Inga underarter finns listade i Catalogue of Life.